# Michael Cardew
Michael Ambrose Cardew (Wimbledon (Londres), 26 de mayo de 1901-Truro, 11 de febrero de 1983) fue un alfarero de estudio británico.

## Biografía
Era hijo de Arthur Cardew y de Alexandra Kitchin, modelo fotográfica de Lewis Carroll. Estudió en el King's College School de Wimbledon y en el Exeter College de Oxford. Fue discípulo de Bernard Leach, con el que trabajó en su locería de St Ives (Cornualles). En 1926 abrió su propio negocio en Winchcombe (Gloucestershire). Se especializó en la elaboración de engobe con barniz plumbífero, realizando preferentemente objetos de uso cotidiano, de gran tamaño y cuidada elaboración.
En 1933 se casó con la pintora Mariel Russell, con la que tuvo tres hijos: Seth (1934-2016), ceramista; Cornelius (1936–1981), compositor; y Ennis (1938).
En 1942 se estableció en África, donde vivió veinte años. Fue director de la escuela de cerámica del Achimota College, en Acra (Ghana). Posteriormente se estableció en Vumé, en el río Volta, donde se dedicó a la fabricación de gres.
En 1968 fue invitado por la Universidad de Nueva Gales del Sur para dar clases de cerámica a los aborígenes australianos. Posteriormente trabajó e impartió clases en Estados Unidos, Canadá, Australia y Nueva Zelanda. Escribió una autobiografía, A Pioneer Potter, y un tratado de cerámica, Pioneer Pottery.
En 1964 fue nombrado caballero de la Orden del Imperio Británico y, en 1981, comendador de la misma.

## Galería

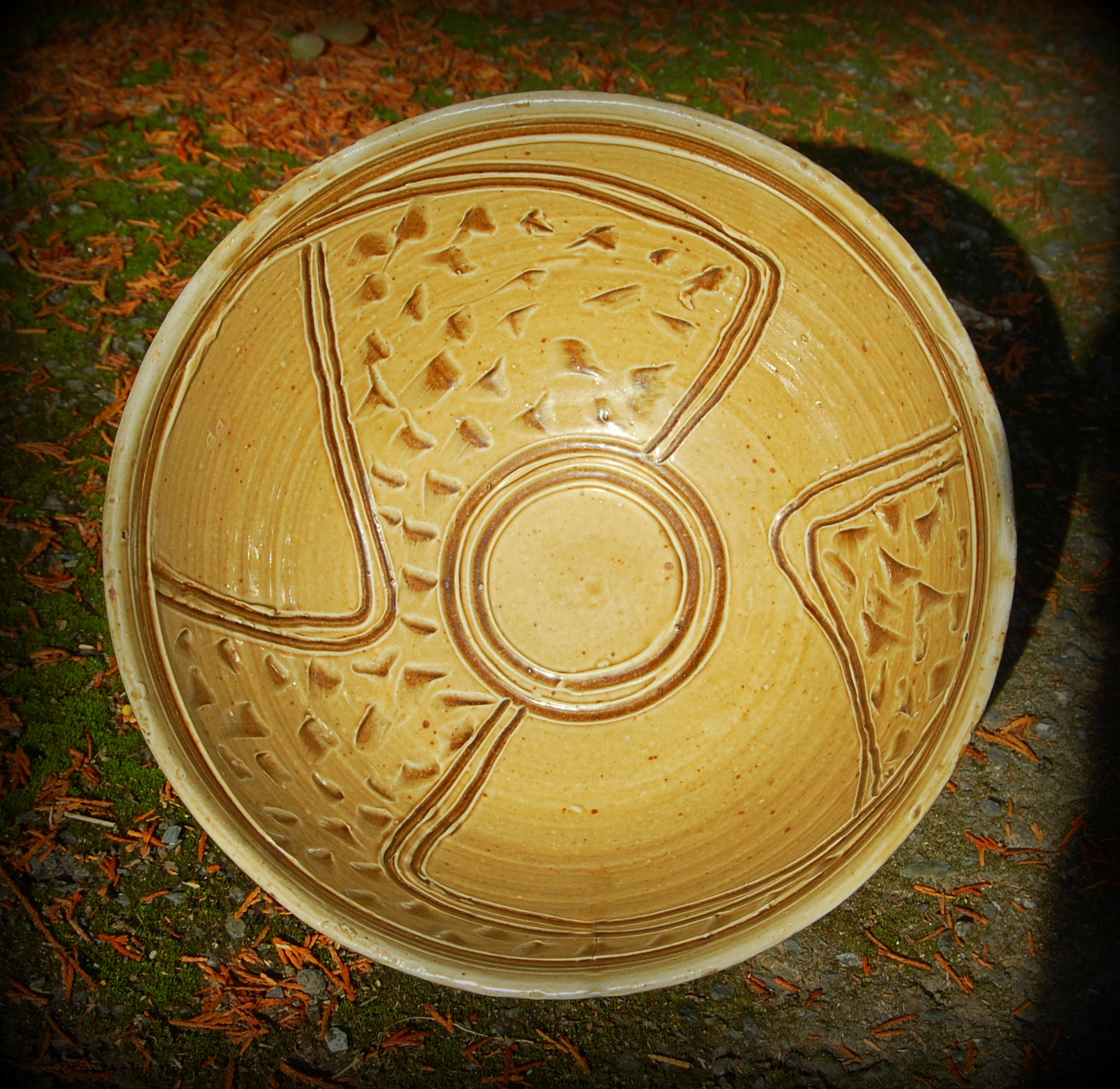
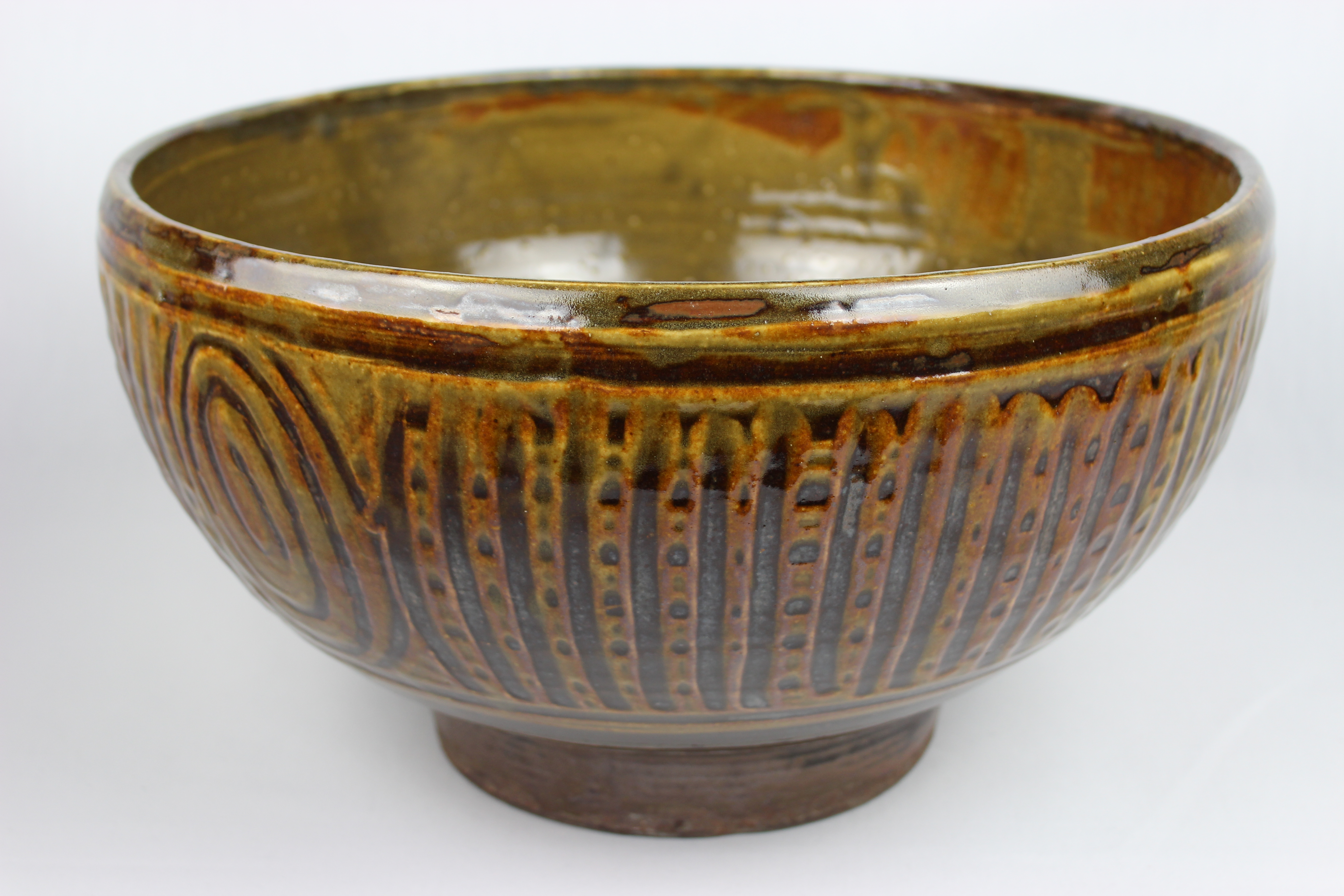
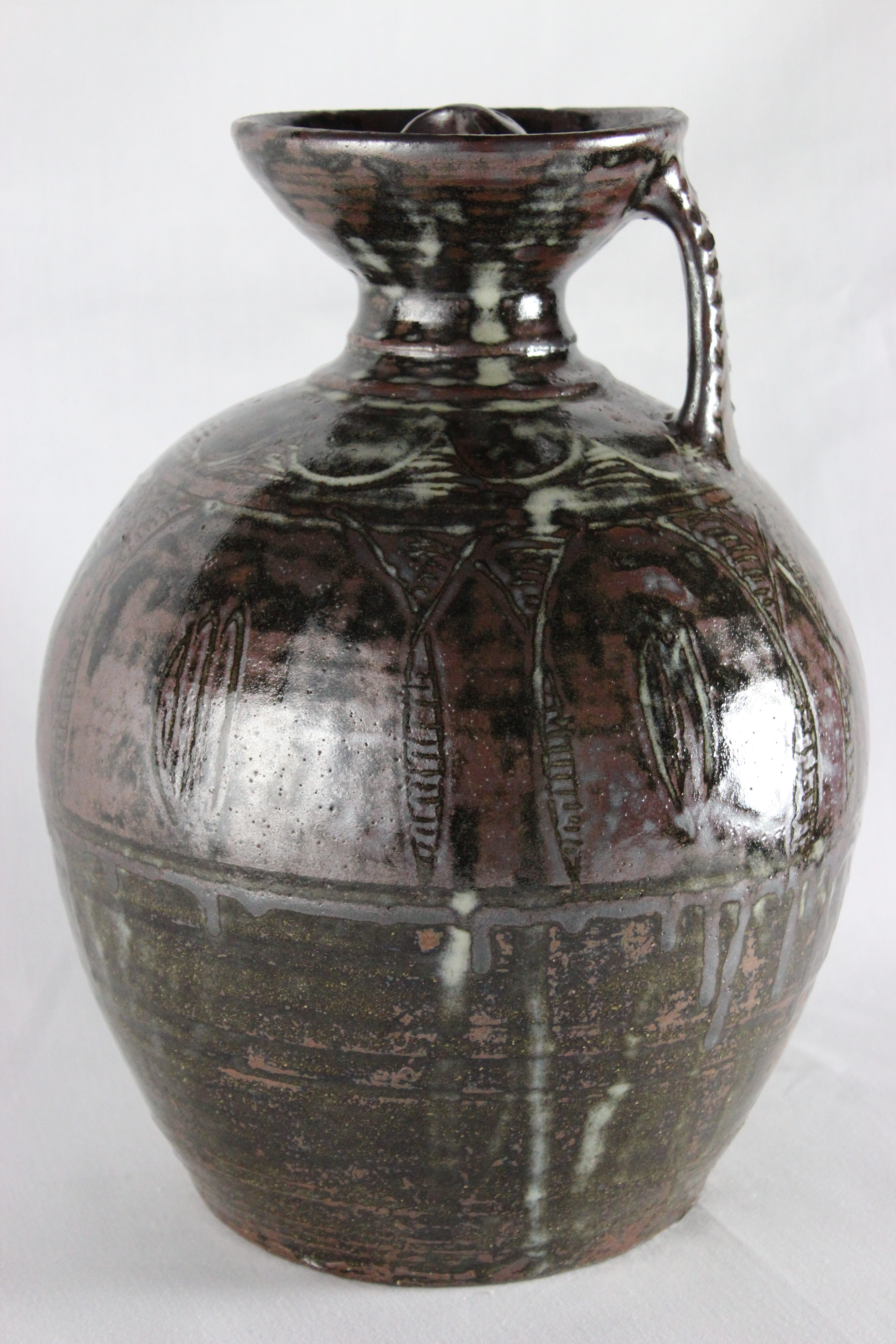
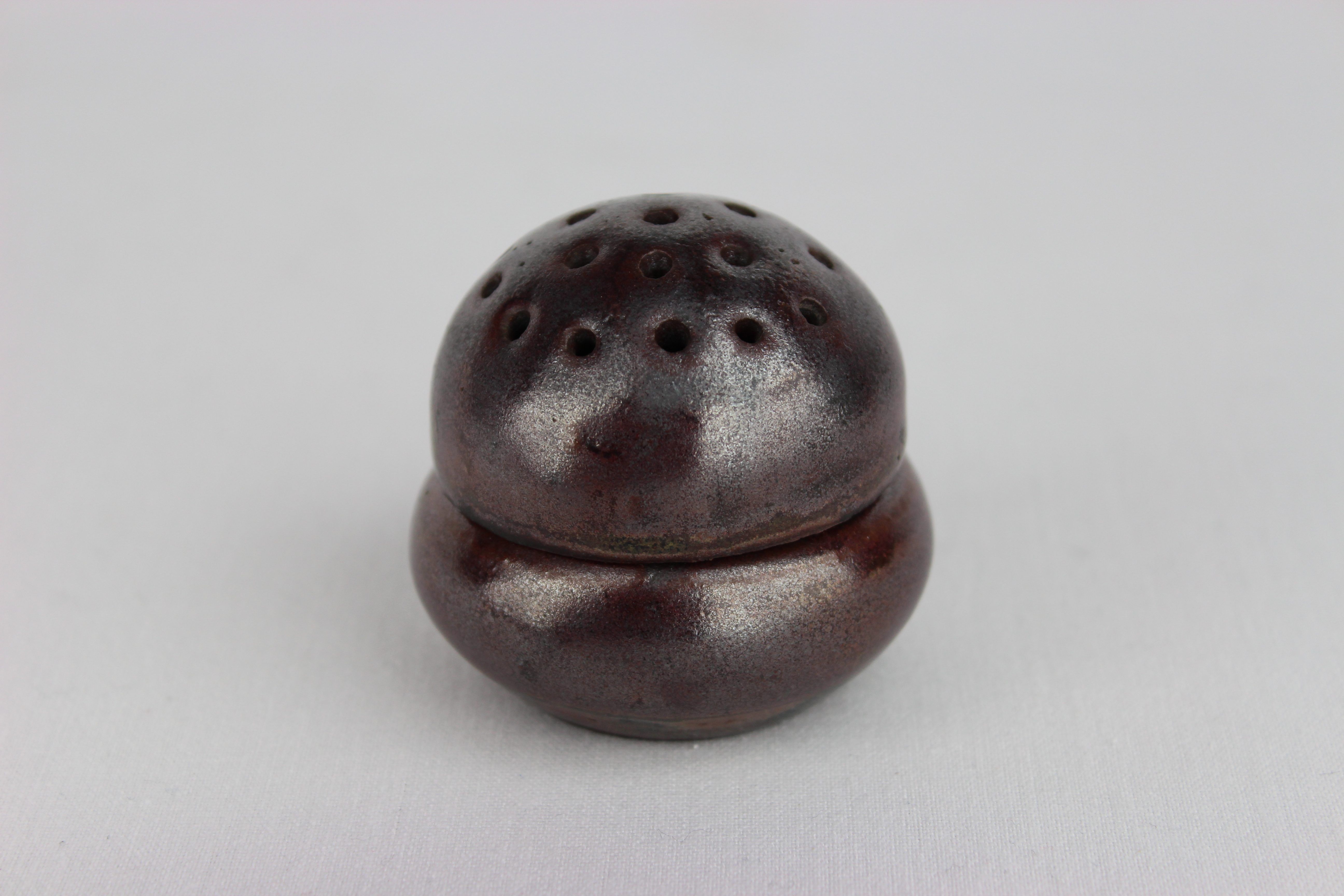